# Pandering
Le pandering est un terme anglais désignant l'acte d'exprimer des opinions en accord avec les préférences d'un groupe auquel on tente de plaire. Les opinions ou déclarations exprimées, parfois en promettant des services « gratuits » ou des choses irréalistes, ont simplement pour but d'attirer un soutien pouvant aller jusqu'à des votes et ne reflètent pas nécessairement les valeurs personnelles du candidat.
Le terme est associé à la politique, surtout aux États-Unis, où plusieurs candidats ont déjà perdu des élections après avoir tenu des positions impopulaires ou incohérentes avec leur parti. À l'inverse, s'il est employé subtilement, c'est une tactique qui peut aider à la victoire.
En 2024, en vue de l'élection présidentielle, le président sortant démocrate Joe Biden accuse le candidat républicain Donald Trump de pandering,.